# یواس‌اس تنساو (وای‌تی‌ام-۴۱۸)
یواس‌اس تنساو (وای‌تی‌ام-۴۱۸) (به انگلیسی: USS Tensaw (YTM-418)) یک کشتی بود که طول آن ۱۰۰' بود. این کشتی در سال ۱۹۴۴ ساخته شد.